# Nikki (commune)
Pour les articles homonymes, voir Nikki.
Nikki est une commune du nord-est du Bénin, située dans le département du Borgou, à une vingtaine de kilomètres de la frontière du Nigeria. Elle est située dans le département du Borgou, à 529 km de Cotonou et à 115 km de Parakou. Elle est l’une des plus anciennes circonscriptions administratives du département du Borgou et est limitée au nord par la commune de Kalalé, au sud par 
celle de Pèrèrè, à l’est par la République fédérale du Nigéria et à l’ouest par les communes de Bembéréké et de N’Dali.

## Géographie

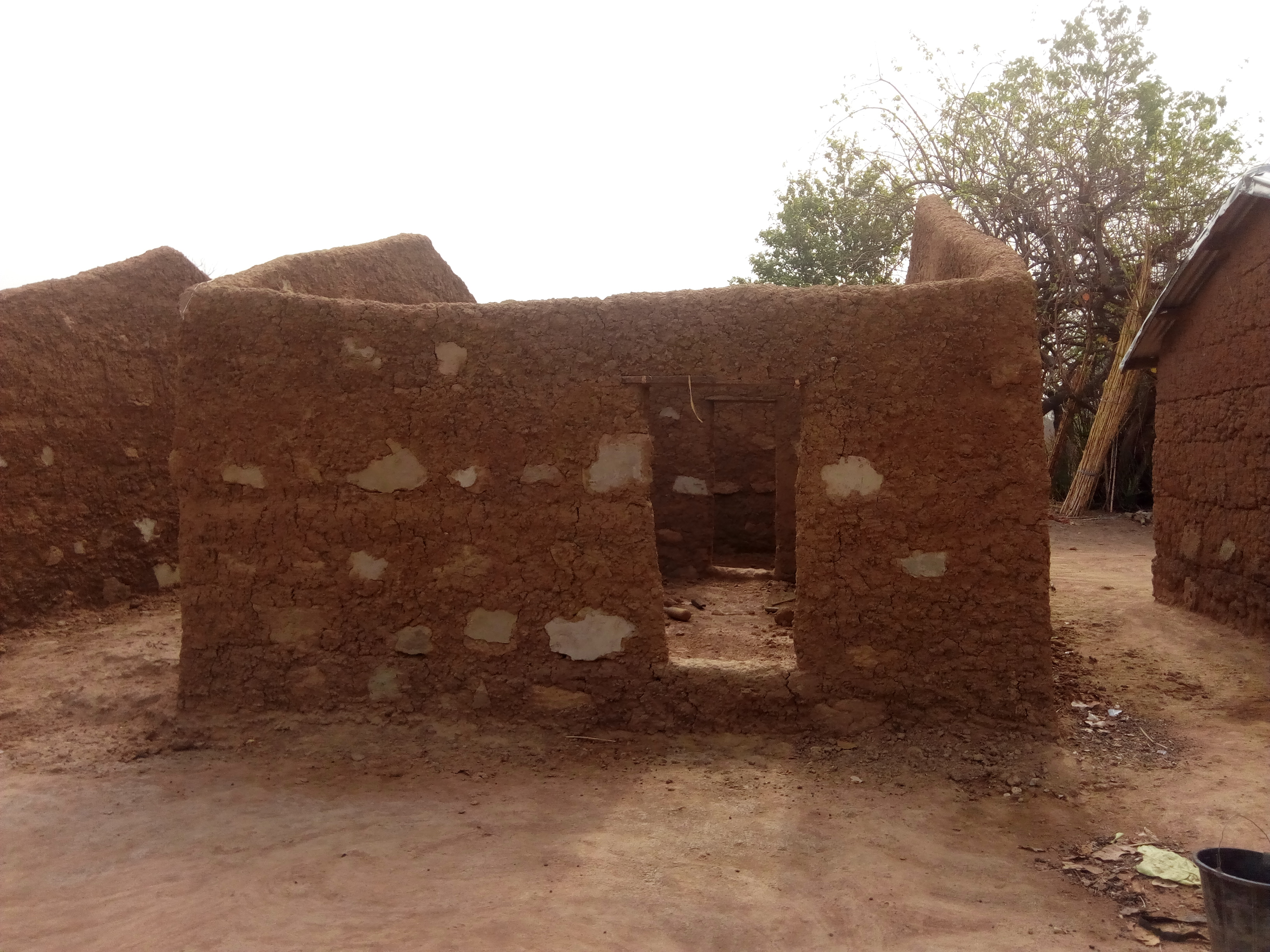
Maison en construction à Nikki.

La région possède une végétation de savane humide arborée, zone de transition entre le climat tropical sec et le climat humide de type sud-soudanais.
Les sept arrondissements de la commune sont Biro, Gnonkourakali, Nikki, Ouénou, Sérékalé, Suya et Tasso.

## Population
La ville, qui comptait environ 14 500 habitants en 1992, en compte en 2012 environ 70 000, et 100 000 pour l'agglomération.
Lors du recensement de 2013 (RGPH-4), la commune comptait 151 232 habitants.

## Climat
Le climat de la commune de Nikki est de type Soudano-guinéen comportant une saison de pluies et une saison sèche. La saison des pluies va de mai à octobre, et une saison sèche allant de novembre à  avril. La hauteur d’eau annuellement enregistrée varie entre 1.100 mm et 1.300 mm Le régime des vents est assez différencié suivant la latitude. Pendant la saison sèche, l’harmattan, vent sec et frais, souffle du Nord-Est et est responsable de la baisse brutale de l’humidité relative dans le mois de décembre.

## Reliefs
Relief
Le relief est accidenté, comparé aux régions méridionales du Bénin qui varie entre 0 et 504 mètres 
d’altitude. Le point le plus haut est au Sud de Tasso. Le relief présente une diversité de roches d’âges 
différents avec un système de glacis-buttes cuirassées dont les pentes varient entre 2 et 4%. Les sols 
sont issus de l’évolution des formations sédimentaires récentes et sont globalement favorables à 
l’agriculture. La superficie totale cultivée est d’environ 65,8% de la superficie totale de la commune

## Histoire

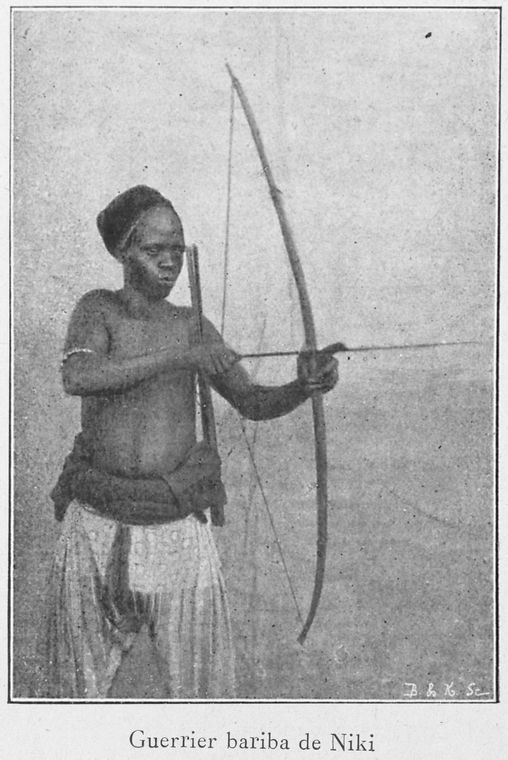
Guerrier bariba de Nikki.

### Fondation
La capitale du royaume de Nikki était à l'origine Ouénou.
Parmi les ethnies et peuples vivant à Ouénou, les Baatoumbou étaient un peuple hiérarchisé avec un roi au sommet ayant pour titre Ouénou-Sounon. Vers 1480, arrivèrent les Wassangari dans la région sous la direction de leur chef de file Mansa Doro. Séro, son palefrenier, fut alors choisi comme chef de la communauté qui resta dans la région et qui s'organisa sur le modèle de l'Ouénou-Sounon ; en particulier les chefferies par activités qui existent toujours aujourd’hui.

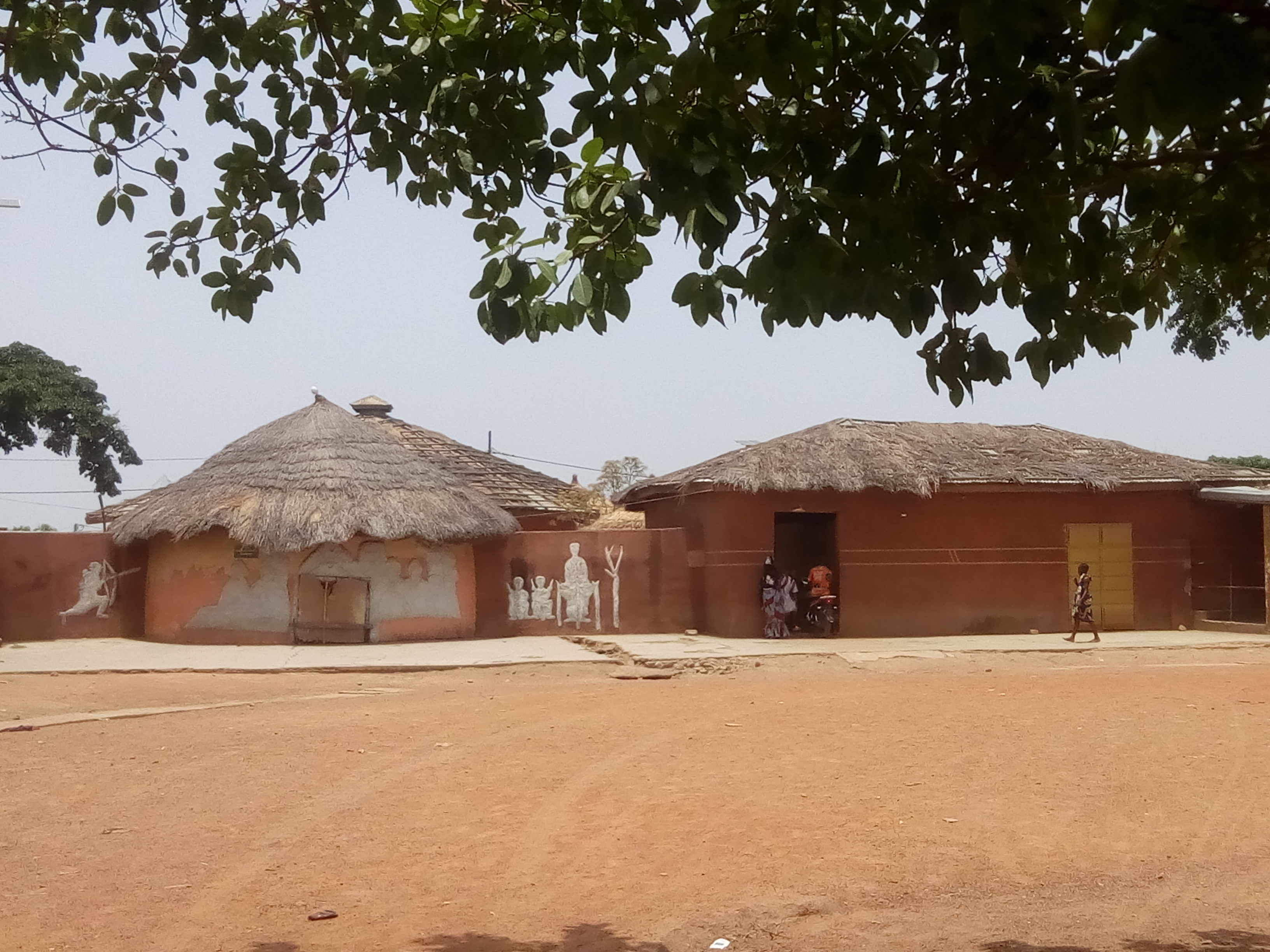
Palais du roi de Nikki.

Il se maria à trois femmes baatoumbou, avec qui il eut cinq enfants dont Simé est le fils cadet.

### Toponymie
Au cours d’une partie de chasse, Simé identifia le site; comme le lieu était humide, il aurait dit: « Ya niké – nikérou san »(en bariba : «c’est humide ») dont le nom Nikki serait dérivé.
Simé y aurait établi sa résidence, mais son père Séro et ses deux sœurs Gnon Doué et Bona doué  restèrent à Ouénou pour le reste de leur vie.
La ville, de cité princière, devint la cité royale des Baribas, Baatoumbou ou Batombou.

## Fête de la Gaani

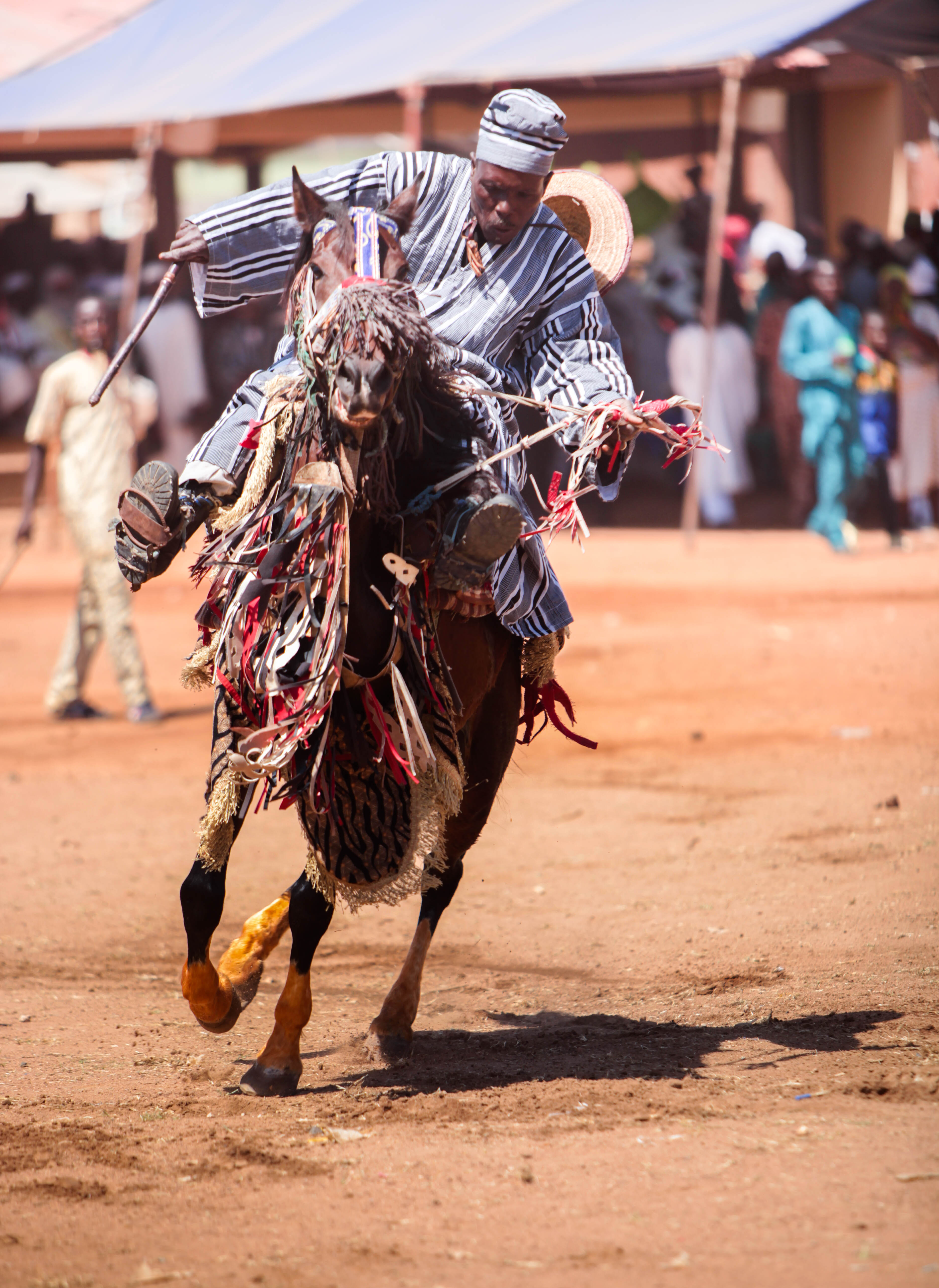

La fête culturelle des peuples de la région est organisée chaque année dans la ville. C'est l'un des événements culturels nationaux les plus médiatisés au Bénin. Cette fête connaît la participation des personnalités étatiques du pays, aussi bien que des invités venant des autres parties du Bénin, et de l'extérieur du pays ; notamment du Nigeria.

## Liste des rois
Le trône est partagé entre les dynasties issues des différents mariages de Simé Dobidia, le troisième roi de Nikki qui eut cinq femmes : trois Boo, une Baatonou et une Haoussa. Aujourd'hui, quatre dynasties se partagent le trône royal de Nikki à tour de rôle dans cet ordre : Gbassi (Mako Gbaasi), Makararou (Séssi Makararou), Korarou (Sanné Karawé) et Lafiarou (Yari Lafiarou)
.
| Rang | Règne                         | Nom                              | Alias ou autre nom                                         | Dynastie     | Généalogie / Remarque |
| ---- | ----------------------------- | -------------------------------- | ---------------------------------------------------------- | ------------ | --- |
|      | ~1480                         | Mansa                            | Doro                                                       | -            | compagnon de Kissira Woure |
| 1    |                               | Sounon                           | Séro                                                       | -            | fils de Kissira Woure |
| 2    |                               | Simé/ Simin                      | Dobidia, Bankpéou, Sabi Simé                               | -            | fils de Séro (1) |
| 3    |                               | Séro                             | Baguiri / Bakiri                                           | Sanné Karawé | fils de Simé (2), fondateur de la dynastie Sanné Karawé                                                                                           |
| 4    |                               | Kpé-Gounou I                     | Kaba Wouko                                                 | Gbassi       | fils de Simé (2), fondateur de la dynastie des Mako Gbaasi Sa tombe est à Bankpilu à côté du palais royal à Nikki                                 |
| 5    |                               | Séro Kpéra I                     | Sourokou Makarou Barusobé Kpounon                          | Makararou    | fils de Simé (2), fondateur de la dynastie des Séssi Makararou                                                                                    |
| 6    |                               | Kpé-Lafia I                      | Gambarou Souanrou                                          | Lafiarou     | fils de Simé (2), fondateur de la dynastie des Yari Lafiarou                                                                                      |
| 7    |                               | Séro Kora I                      | Bakarou                                                    | Korarou      | fils de Simé (2), fondateur de la dynastie Mako Koraru                                                                                            |
| 8    |                               | Séro Bètètè                      |                                                            | Tossou       | Fils de Kpé-Rogui, enfant adoptif de Kpé-Lafia (6) Sa tombe fait partie de l'itinéraire de la procession de la Gaani au lieu-dit Daikiru à Nikki. |
| 9    |                               | Kpé-Soumaïla I /Kpé-Souméra I    | Karawé Tokobou                                             | Sanné Karawé | |
| 10   |                               | Séro Tassou I                    | Tokobou                                                    | Gbassi       | |
| 11   |                               | Séro Torou Tokobou               | Gounnourou Kponon                                          | Makararou    | |
| 12   |                               | Sabi Kpassi                      | GnonkouroKali Nyonkakali                                   | Lafiarou     | |
| 13   |                               | Kpé-Soumaïla II                  | Gounnourougui                                              | Korarou      | |
| 14   |                               | Kpé-Soumaïla III                 | Itasé                                                      | Korarou      | |
| 15   |                               | Sabi Nayina I                    | Ganuk punon                                                | Lafiarou     | Fils de Souanrou (6) |
| 16   |                               | (Séro) Baguiri/Bakiri            | Sinanwé                                                    | Sanné Karawé | |
| 17   |                               | Kpé-Gounou I                     | Guiroubou Siké                                             | Gbassi       | |
| 18   | 18.. - 1830 ou 1831           | Séro Kpéra II                    | Illorikpunon,Sourogou (Makaro), Séro Sooro                 | Makararou    | |
| 19   |                               | Kpé-Souméra IV                   | Nimgouroumin / Nimgunumin Kpuno/ Ningurumekpunon           | Korarou      | |
| 20   |                               | Kpé-Gounou II                    | Yoromkire / Gbassi Boubari                                 | Gbassi       | |
| 21   | 18.. - 1837                   | Séro Kpéra III                   | Daroukpara / Niamaré Kpounon / Yamalé Kpounon / Winné Tébo | Makararou    | |
| 22   | 1837 - 18..                   | Kpé-Lafia II                     | Séro Suya / Séro Sororu                                    | Lafiarou     | |
| 23   | 18.. - 18..                   | Séro Kora, Séto Kpéra            | Kpaso / Ganson                                             | Makararou    | |
| 24   | 18.. - 18..                   | Kpé-Souméra V, Karakoari Tokobou | Bogo                                                       | -            | Fils de Worou Koué Gbassi |
| 25   | 18.. - 18..                   | Séro Tassou II                   | Bansarou Kpounon / Kobagari / Mansa Gbanré                 | Gbassi       | Fils de Kpé Souméra IV (19) |
| 26   | 18.. - Déc 1897               | Séro Torou II                    | Munko/Wunko, Seru Turinka, Sina Toru                       | Makararou    | Tué durant la révolte de Bio Guéra contre l’empire français                                                                                       |
| 27   | 1898 - 1901                   | Kpé-Souméra IV                   | Kondé, Simé Kondé / Simin Kondé                            | Korarou      | |
| 28   | 1901 - 1915                   | Séro Torou II                    | Passo, Souanrou Kpasso                                     | Makararou    | |
| 29   | 1915 - 1917                   | Séro Kora II                     | Sabi Prouka / Sabi Touroukassa                             | Korarou      | Déporté en Guinée Conakry durant la révolte de Bio Guéra contre l’empire français                                                                 |
| 30   | 1917 - 1924                   | Sabi Naïna II                    | Dero                                                       | Lafiarou     | |
| 31   | 1924 - 1928                   | Séro Torou IV                    | Tanku/Tunku/Toungou Kisra Yeruma                           | Makararou    | |
| 32   | 1928 - 1932                   | Séro Kpéra V                     | Mamoudou Wouré                                             | -            | Issu de la famille Samagui Koto Sésséré |
| 33   | 1932 - 1938                   | Kpé-Gounou IV                    | Kora Gari / Korbagari                                      | Gbassi       | |
| 34   | 1938 - 1952                   | Kpé-Gounou V                     | Shabi Yerima / Sabi Yerima Dunkasagi                       | Gbassi       | |
| 35   | 1952 - 1957                   | Kpé-Lafia III                    | Sero Mamoudou                                              | Lafiarou     | |
| 36   | 1957 - 1970                   | Séro Kpéra V                     | Saka Mivera / Winragui                                     | Makararou    | |
| 37   | 1970 - 1992                   | Séro Tassou III                  | Issa Kpé-Gounou                                            | Makararou    | |
| 38   | 24 avril 1992 - 12 avril 2014 | Séro Kora III                    | Yermia Banesi                                              | Korarou      | |
| 39   | 2014 - aujourd'hui            | Sabi Naïna III / Sabi Nayina III | Gounou Sidi Zimé Amouda                                    | Lafiarou     | |

## Tourisme

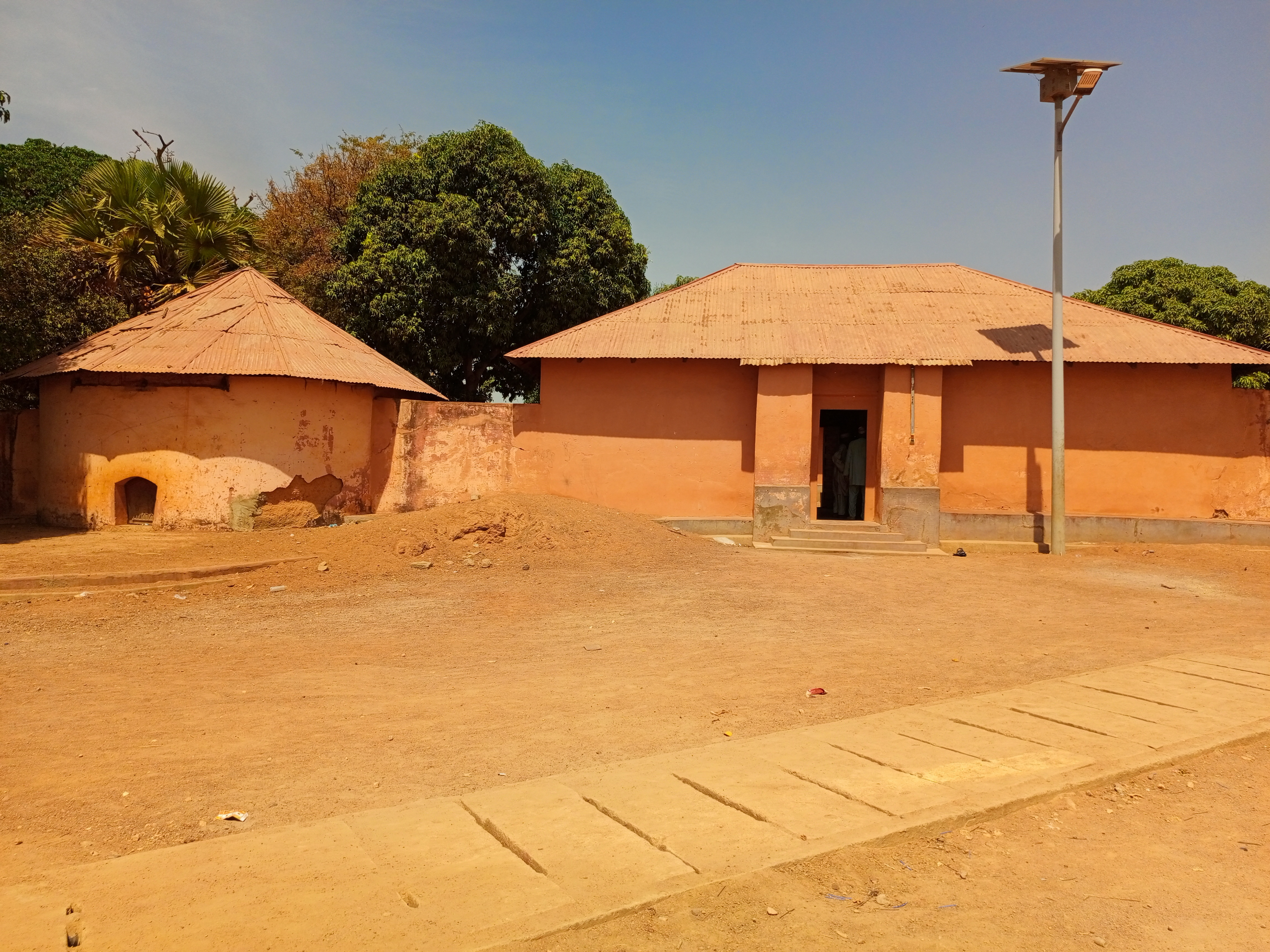
Entrée du musée royal de Nikki

La commune de Nikki présente plusieurs attractions touristiques. Notamment  Go bouyakou, Ban kpiloula, le marché Taki sari yabourou, la cour impériale où a lieu chaque année certaines scènes de la fête de la Gaani. Il y a également le musée palais royal Danri et le palais Sinadounwirou.

## Personnalités liées à Nikki
- Aurélie Adam Soulé (1983-), femme politique, y est née.
- Adam Boni Tessi, ancien président de la Haute autorité de l'audiovisuel et de la communication (HAAC) et ancien maire originaire de Nikki[14].
- Mariam Aladji Boni Diallo, diplomate et femme politique.